# Архара (городское поселение)
Рабо́чий посёлок (пгт.) Архара́ — городское поселение в составе Архаринского района Амурской области России.
Административный центр — посёлок городского типа Архара.
Название  с якутcкого: «арыы» — масло, остров, «хара» — черный. Другой вариант с эвенк.: «харан» — место для жилища. На реке эвенками было выбрано место для одной из временных стоянок для жительства.

## История
Городское поселение образовано в соответствии с Законом Амурской области от 18 ноября 2005 года  № 91-ОЗ.

## Население
| 2010  | 2011  | 2012  | 2013  | 2014  | 2015  | 2016  |
| ----- | ----- | ----- | ----- | ----- | ----- | ----- |
| 9613  | ↘9584 | ↘9423 | ↘9300 | ↘9142 | ↘9060 | ↘8980 |
| 2017  | 2018  | 2019  | 2020  | 2021  |       |       |
| ↘8856 | ↘8737 | ↘8587 | ↘8518 | ↘7824 |       |       |

## Состав городского поселения
| № | Населённый пункт | Тип населённого пункта      | Население |
| - | ---------------- | --------------------------- | --------- |
| 1 | Архара           | пгт, административный центр | ↘7580     |
| 2 | Бон              | село                        | ↘7        |
| 3 | Журавли          | станция                     | ↘2        |